# Хосе Кура
Хосе́ Ку́ра (ісп. José Cura, нар. 5 грудня 1962, Росаріо (Аргентина) — оперний співак, тенор. Відомий як виконавець драматичних партій, зокрема, в «Отелло» Джузеппе Верді і «Самсоні і Далілі» К. Сен-Санса. Може виконувати високі баритональні партії.
Наділений артистизмом і винятковими вокальними даними, від 1990 року Хосе Кура брав участь у багатьох телевізійних оперних постановках і концертах по всьому світі.

## Кар'єра
Музичну освіту здобув як диригент. До 1988 року вокальні дані музиканта не були оцінені належним чином. Він став першим виконавцем, що поєднував спів і диригування, як в концертній діяльності, так і в записах. Кура виконував в одному концерті симфонічні і вокальні номери упереміш. Початком оперної кар'єри співака можна вважати спектакль у Гамбурзькій опері в лютому 2003 року, коли в першому відділенні Кура диригував оперою П'єтро Масканьї «Сільська честь», а після антракту вийшов на сцену в ролі Каніо в опері Руджеро Леонкавалло «Паяци».
2001 року Хосе Кура призначений головним запрошеним диригентом Польського оркестру Sinfonia Varsovia.
Кура є піклувальником Нової девонської опери й віце-президентом Британської молодіжної опери. 2007 року призначений запрошеним професором Королівської академії музики в Лондоні.

## Виступи
Уперше головну роль Кура виконав у 1993 році в постановці Театру Джузеппе Верді в Трієсті опери А. Бібало «Сіньйорина Джулія», а вже наступного року він зробив свій перший запис. Ним стала опера «Вілліси» Джакомо Пуччіні, яку показали на Ітрійському фестивалі делла Валле в Італії. Він став другим в історії тенором (першим був Енріко Карузо 1902 року), що дебютуровав у Метрополітен-опера на традиційному гала-концерті на честь відкриття сезону Opening Night (1999 рік, «Сільська честь»). 2008 року Кура вийшол на сцену в першій сучасній постановці оригінальній чотирьохактовій версії ранньої опери Пуччіні «Едгар» в туринському Театро Реджіо (Турин).
Від 1990-х років співак багато разів дебютував на нових сценах і з новими ролями в багатьох найбільших театрах світу, починаючи з Лондонського королівського театру Ковент-Гарден у 1995 році в головній ролі рідко виконуваної опери Верді «Стіффеліо». Потім 1998 року Хосе Кура з'явився в «Аїді» в першому сезоні нового Імператорського театру в Токіо. Тоді ж відбулися його дебюти в Парижі, Відні й Мілані.
Репертуар співака поповнився партіями Самсона (1996), Отелло (1997). Роль де Гріє, що її виконав співак записана на відео. Активна творча діяльність співака триває й у другому десятилітті XXI століття.

## Найважливіші записи
Дискографія і фільмографія Кури містить його основний оперний репертуар і концертний як диригент.
У 2002 році створив власну звукозаписну компанію Cuibar Phono Video (CPV). Того ж року, накладом CPA видав Другу симфонію Рахманінова з Sinfonia Varsovia.

### Дискографія
| Рік  | Запис                               | Компанія            |
| ---- | ----------------------------------- | ------------------- |
| 1994 | Le Villi                            | Erato               |
| 1996 | Iris                                | BMG - Ricordi       |
| 1997 | Anhelo                              | Erato               |
| 1997 | Puccini Arias                       | Erato               |
| 1998 | Fedora                              | ECA                 |
| 1998 | Samson et Dalila                    | Erato               |
| 1999 | Verismo                             | Erato               |
| 2000 | Pagliacci                           | Decca               |
| 2000 | Verismo                             | Erato               |
| 2000 | La Traviata à Paris                 | Teldec              |
| 2000 | Manon Lescaut                       | Deutsche Grammophon |
| 2001 | Bravo Cura Tour Collection          | Erato               |
| 2002 | Artist Portrait                     | Warner Classics     |
| 2002 | Boleros                             | Warner Classics     |
| 2002 | Aurora                              | CPV                 |
| 2002 | Rachmaninov Symphony N.2 in E minor | CPV                 |
| 2003 | Dvorak Love Songs / Symphony N.9    | CPV                 |

### Фільмографія
| Рік  | Запис                              | Фірма               |
| ---- | ---------------------------------- | ------------------- |
| 1999 | Great Composers                    | BBC                 |
| 1999 | In Passione Domini                 | RAI                 |
| 2000 | Puccini: Il Trittico               | BMG - Ricordi       |
| 2001 | A Passion for Verdi                | RM Associates       |
| 2001 | Tosca                              | Kultur              |
| 2001 | Verdi Gala                         | Euro Arts           |
| 2002 | Il Trovatore                       | BBC - Opus Arte     |
| 2004 | Verdi Gala                         | Dynamic             |
| 2005 | Manon Lescaut                      | TDK                 |
| 2006 | Andrea Chénier                     | Rai Trade           |
| 2007 | La Traviata à Paris                | RAI Cinema          |
| 2007 | Otello                             | Opus Arte           |
| 2008 | José Cura in Concert Budapest 2000 | Cuibar - Bravissimo |
| 2009 | Edgar                              | Arthaus - RAI Trade |
| 2010 | Cavalleria/Pagliacci               | SWR - Arte          |
| 2012 | Samson et Dalila                   | Cuibar - Arthaus    |

## Премії і нагороди
| Рік  | Премія/Нагорода                                         | Місце                                                        |
| ---- | ------------------------------------------------------- | ------------------------------------------------------------ |
| 1994 | 1st Prize                                               | Plácido Domingo's Operalia International Opera Competition   |
| 1996 | Abbiati Award                                           | Premio Franco Abbiati della Critica Musicale Italiana, Italy |
| 1998 | Orphée D'Or                                             | Académie du Disque Lyrique, France                           |
| 1999 | Professor Honoris Causae                                | Universidad C.A.E.C.E, Argentina                             |
| 1999 | Citizen of Honour                                       | City of Rosario, Argentina                                   |
| 1999 | Премія ЕХО Співак року                                  | Deutsche Phono-Akademie, Germany                             |
| 2000 | Chevalier de l'Ordre du Cèdre                           | Lebanese Government                                          |
| 2001 | Artist of the Year                                      | Grup de Liceistes – Barcelona, Spain                         |
| 2002 | The Ewa Czeszejko                                       | Sochacki Foundation Award, Poland                            |
| 2003 | Artist of the Year                                      | Catullus Prize, Italy                                        |
| 2004 | Citizen of Honour                                       | City of Veszprem, Hungary                                    |
| 2005 | Citizen of Honour                                       | City of Piacenza, Italy                                      |
| 2005 | Città di Baveno                                         | Festival Umberto Giordano, Italy                             |
| 2006 | Giovanni Zanatello Artist of the 2005 Season            | Arena di Verona, Italy                                       |
| 2006 | Enric Granados Award                                    | Enric Granados, Spain                                        |
| 2006 | Insigna d'or                                            | Amics de l'Opera de Lerida, Spain                            |
| 2007 | Career Achievement Award                                | Lebanese Society of Rosario, Argentina                       |
| 2008 | Best Argentinean Opera Singer of 2007                   | Fundación Teatro Colón, Argentina                            |
| 2009 | Best Argentinean Male Singers of the Decade (1999-2008) | Fundación Konex, Argentina                                   |
| 2009 | Career Medal                                            | Fondazione Ugo Becattini, Italy                              |
| 2010 | Österreicher Kammersänger                               | Wiener Staatsoper, Austria                                   |

## Виноски
1. ↑  Biography with comments by Cura, online at «One Fine Art» [Архівовано 8 грудня 2015 у Wayback Machine.] on onefineart.com. Retrieved 28 December 2012
2. ↑  Jose Cura, Royal Academy of Music website. [Архівовано 21 вересня 2010 у Wayback Machine.] Accessed 6 April 2009.
3. ↑  The Opera Critic, «Reviews, articles, photos and future schedules for José Cura» [Архівовано 12 березня 2014 у Wayback Machine.] Online at theoperacritic.com. Retrieved 25 March 2013
4. ↑  Архівована копія. Архів оригіналу за 13 лютого 2014. Процитовано 12 березня 2014.{{cite web}}:  Обслуговування CS1: Сторінки з текстом «archived copy» як значення параметру title (посилання)
5. ↑  Operalia Winners 1994. Архів оригіналу за 8 грудня 2015. Процитовано 12 березня 2014. [Архівовано 2015-12-08 у Wayback Machine.]
6. ↑  Winners of the Premio Franco Abbiati on Wikipedia
7. ↑  Illustruous Citizens of the City of Rosario on Wikipedia
8. ↑  Liceistes Cantant de la Temporada. Архів оригіналу за 15 березня 2012. Процитовано 12 березня 2014.
9. ↑  Ewa Czeszejko Website. Архів оригіналу за 5 січня 2012. Процитовано 12 березня 2014. [Архівовано 2012-01-05 у Wayback Machine.]
10. ↑  José Cura Catullo Prize. Архів оригіналу за 12 березня 2014. Процитовано 12 березня 2014.
11. ↑  Enric Granados Award. Архів оригіналу за 8 грудня 2015. Процитовано 12 травня 2019.
12. ↑  José Cura Fundación Konex. Архів оригіналу за 12 березня 2014. Процитовано 5 жовтня 2019. [Архівовано 2014-03-12 у Wayback Machine.]
13. ↑  Fondazione Ugo Becattini. Архів оригіналу за 5 березня 2016. Процитовано 12 березня 2014. [Архівовано 2016-03-05 у Wayback Machine.]
14. ↑  Klassik Heute José Cura Kammersanger. Архів оригіналу за 12 березня 2014. Процитовано 12 березня 2014.